# Godsmack
Godsmack (транскр.  Годсмак) је амерички рок бенд из Лоренса, Масачусетс, основан 1995. Бенд је састављен од оснивача, фронтмена и текстописца Сали Ерна, гитариста Тони Ромбола, басиста Роби Мерил, и бубњар Шенон Ларкин. Од свог оснивања, Godsmack је објавио шест студијских албума, један ЕП (The Other Side), четири DVDа, један компилацију (Good Times, Bad Times... Ten Years of Godsmack), и један албум уживо (Live and Inspired).
Бенд је имао три узастопна број један албума (Faceless, IV, и The Oracle) на Билборд 200. Бенд такође има 20 топ десет најбољих рок радио хитова, укључујући 15 песама у првих пет, што је рекордан број топ десед синглова рок уметника.
Од свог оснивања, Godsmack је био на Озфесту у више наврата, па је гостовао на многим другим великим турнејама и фестивалима, укључујући промоције својих албума турнејама по аренама. Godsmack је продао преко 20 милиона плоча у току нешто више од једне деценије. У част успеха бенда и пуштање шестог студијског албума, 1000hp, градоначелник Марти Волш је прогласио 6. август као "Дан Godsmack-а" у граду Бостону.

## Галерија
- Током концерта 2007. године
- Godsmack, на АРГО концерту, 5. јун 2015.
- Бубњар Godsmack-а Сили Ерма